# Annunciáták
Az annunciáták (rövidítve: O.Ann.) olyan, egymástól független szerzetesrendek és kongregációk tagjai, amelyek az annunciációról, azaz az angyali üdvözletről, a megtestesülés hírüladásáról (Lk 1,28-35) vették nevüket.

## Annunciáta nővérek

### Francia annunciáták (Gyümölcsoltó Boldogasszony Rendje)
A Gyümölcsoltó Boldogasszony Rendje (Ordo de Annuntiatione B.M.V.) egy szemlélődő, vezeklő női rend, amelyet 1501-ben, Bourges-ban alapított Valois Szent Johanna. Pápai jóváhagyást VI. Sándortól kaptak még ugyanebben az évben. Kezdetben a Miasszonyunk tíz erényéről nevezett annunciátáknak, később a köpenyükről vörös annunciátáknak nevezték őket. Szabályzatuk Mária tíz erényének megfelelően tíz fejezetből állt, amit 1517-ben hagyott jóvá X. Leó pápa. A francia forradalom előtt Franciaországban és Németországban igen elterjedtek, 1771-ben 53 kolostoruk volt. Azonban a forradalom és az azt követő szekularizáció miatt szinte valamennyi kolostoruk ellehetetlenült. 1990-ben már csak néhány házuk van Franciaországban, Angliában és Belgiumban. Öltözetük barna habitus, skarlátvörös skapuláré, fehér fátyol és köpeny.

### Itáliai annunciáták
Az ágostonos regulát követő, szigorú klauzúrában és hallgatásban élő női rendet 1604-ben Genovában alapította Boldog Maria Vittoria Fornari. Még az alapítás évében pápai jóváhagyást nyertek VIII. Kelemen pápa révén, amit később V. Pál pápa és VIII. Orbán pápa is megerősített. Köpenyük színéről ibolyáknak, avagy „égszínkék” vagy „celesztinus” annunciátáknak is nevezik őket. Kézimunkáznak, s bevételüket szegény gyermekek megsegítésére fordítják. Olaszországon kívül, Németországban, Franciaországban, Ausztriában és Dániában is működtek, de a jozefinizmus, a francia forradalom és a szekularizáció csaknem végzetesnek bizonyult számukra. Napjainkban 3 kolostorban 44 apáca él Olasz- és Franciaországban.

### Lombardiai annunciáták (Szent Ambrus és Szent Marcellina Nővérei)
1408-ban Paviában alapította egyházmegyei jogú kongregációnak Dorotea Morosini, Eleonora Contarini és Veronica Duodi egy bencés szerzetes vezetésével. Szent Ambrusról és Szent Marcellináról nevezett annunciátáknak is hívják őket. 1431-től az Ágoston-regula szerint élnek, majd 1439-ben IV. Jenő pápa megerősítette a rendet. Leghíresebb nővérük a genovai Caterina Fieschi Adorno.
1980-ban 10 kolostorban 61 apáca élt.

### Annunciáta Nővérek Kongregációja
Az Annunciáta Nővérek Kongregációja (Congregatio Ancillarum Beatas Mariae Virginis ab Annunciata) egy egyházmegyei jogú női kongregáció, amit Mikes János szombathelyi püspök kívánságára 1924-ben, Szombathelyen alapított Boda János, a püspök titkára. A kongregáció a kapucinus rendhez kapcsolódott. Célja az egyházi intézmények szolgálata, a betegápolás és az elhagyott, szegény leányok felkarolása. Véglegesen XII. Piusz pápa hagyta jóvá a kongregációt. A 40-es években Szombathelyen a püspök-vár és a szeminárium, Egerben a szeminárium, a Szent József internátus és az érseki tanítóképző internátusa, Kalocsán a Római Katolikus Tanítók házának háztartását vezették. Szombathelyen, Celldömölkön, Szegeden, Gyergyószentmiklóson, Gyulán és Szászrégenben kórházban dolgoztak. Leányotthont tartottak fenn Szombathelyen, Celldömölkön és Szegeden. 1950-ben 200 nővérük volt. 1950. évi feloszlatás után a rend központja 1964-ben Brazíliába került, ahol egy csoportjuk már 1937-től dolgozott egy lepratelepen. Itt jelenleg 42 nővér él. A szombathelyi anyaházban jelenleg 13 nővér él és dolgozik, míg az 1950. évi szétszóratás miatt 16 nővér él a rendházon kívül (szociális otthonokban, családban stb.).

## Annunciáta Lovagrend
Az Annunciáta Lovagrend (Ordine Supremo della Santissima Annunziata) az olasz királyság legfőbb dinasztikus lovagrendje volt 1946-ig. VI. Amadé savoyai gróf alapította 1355/1362-ben. 1518-ban III. Károly herceg megreformálta. Ma is a Savoyai-család igazgatása alatt áll, nagymestere IV. Viktor Emánuel, nápolyi herceg.